# New South Wales International
Die New South Wales International sind offene australische internationale Meisterschaften im Badminton. Austragungsort der Titelkämpfe ist New South Wales. Bei den dokumentierten Austragungen konnten Punkte für die Weltrangliste und Preisgeld erspielt werden.

## Die Sieger
| Jahr | Herreneinzel | Dameneinzel | Herrendoppel                  | Damendoppel              | Mixed                        |
| ---- | ------------ | ----------- | ----------------------------- | ------------------------ | ---------------------------- |
| 1998 | Nick Hall    | Li Feng     | David Bamford Peter Blackburn | Sheree Jefferson Li Feng | Peter Blackburn Rhonda Cator |